# Rossi Puma

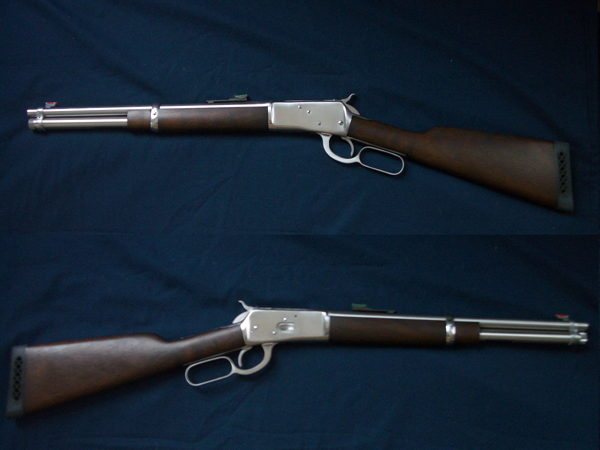
Une carabine Rossi Puma à canon court de 41 cm. Cette version, fabriquée en inox, est modifiée pour tirer un calibre .454 Casull.

La Rossi Puma 92 est une carabine à levier de sous-garde brésilienne inspirée de la Winchester modèle 1892. Elle est fabriquée par Rossi.

## Présentation
Cette carabine est construite en bois et en acier. L’éjection des douilles se fait par le haut de l’arme. La plupart des modèles ont reçu un canon rond.
Les organes de visée sont simples : hausse à crémaillère et guidon à lame. Certains modèles peuvent recevoir un canon octogonal.
La plupart sont en acier bleui, mais elle est aussi disponible en acier inoxydable.
On la trouve en différents calibres pour revolvers.

## Données numériques
- Capacité du magasin tubulaire : 8 à 10 coups.
- Canon : 16 pouces/41cm, , 20 pouces/51 cm ou  ou 24 pouces /61 cm (canon octognal=tir western)
- Longueur : 86 cm,  96 cm ou 106 cm.
- Masse de l'arme vide : 2,6 kg, 2,7 kg ou 3,3 kg
- Munitions : .38 Special / .357 Magnum, .44 Special / .44 Magnum, .45 Colt, .30-30 WCF, .454 Casull, .44-40 WCF

## Diffusion
Produite massivement, cette arme de chasse américaine, pratique et maniable, convainquit de nombreux cow-boys, gauchos et autres vaqueros. De même, la carabine Rossi Puma arma de nombreux policiers brésiliens (notamment en .44-40) et sa version .357 Magnum figurent toujours dans les râteliers de certains corps ruraux. Enfin, depuis les années 1980, elle est d'usage courant chez les pratiquants du tir western (notamment en .45 Colt).